# Canon EOS R6 Mark II
EOS R6 -
Le Canon EOS R6 Mark II est un appareil photo hybride (à objectifs interchangeables) plein format produit par Canon,. L'appareil photo a été annoncé par Canon le 2 novembre 2022, et succède au Canon EOS R6.
Il inclut plusieurs systèmes développés pour le Canon EOS R3 professionnel dans un boîtier plus compact.

## Réception
Il a été généralement bien reçu, avec des reviewers appréciant ses capacités hybrides mais critiquant le manque de support des objectifs tiers,,.